# Tuiliq
Tuiliq är en grönländsk paddeljacka som ursprungligen syddes i sälskinn med högt utvecklade vattentäta sömmar. Tuiliqen tätar runt ansiktet, handlederna och kajakens sittbrunnssarg. Den är helt vattentät även när paddlaren rollar (gör en eskimåsväng). I Alaska syddes motsvarande jackor av strimlade magsäckar från t.ex. valross som är semipermeabla - magsäcken är vattentät men släpper igenom vattenånga. Den har alltså liknande egenskaper som man idag vill uppnå med GoreTex-tyger.
Moderna tuiliqs sys antingen i bomullsväv impregnerad med en blandning av linolja, trätjära och bivax, i syntetiska funktionstyger som andas eller i neopren.